# Чива

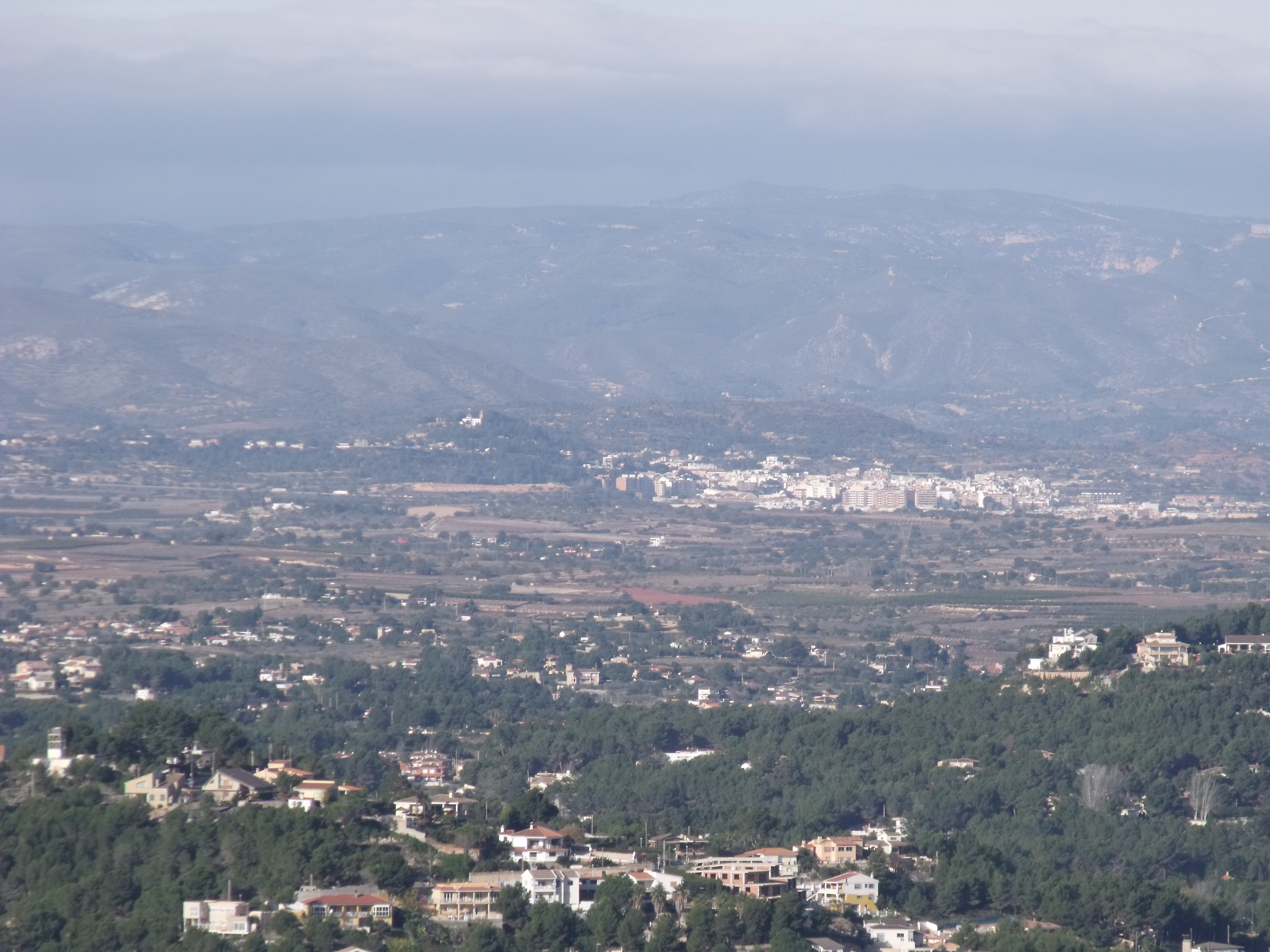

Чива (ісп. Chiva (офіційна назва), валенс. Xiva) — муніципалітет в Іспанії, у складі автономної спільноти Валенсія, у провінції Валенсія. Населення — 14 539 осіб (2010).

## Географія
Муніципалітет розташований на відстані близько 280 км на схід від Мадрида, 29 км на захід від Валенсії.

## Демографія
Динаміка населення (INE ):